# Campeonato Asiático de Atletismo de 2019 - 110 m com barreiras masculino
A prova dos 110 metros com barreiras masculino do Campeonato Asiático de Atletismo de 2019 foi disputada entre os dias 23 e 24 de abril de 2019 no Estádio Internacional Khalifa em Doha, no Catar. 

## Recordes
Antes desta competição, os recordes mundiais e do campeonato nesta prova eram os seguintes:
|                       | Nome          | Nacionalidade  | Tempo  | Local    | Data                  |
| --------------------- | ------------- | -------------- | ------ | -------- | --------------------- |
| Recorde mundial       | Aries Merritt | Estados Unidos | 12s 80 | Bruxelas | 7 de setembro de 2012 |
| Recorde do campeonato | Liu Xiang     | China          | 13s 22 | Kobe     | 10 de julho de 2011   |
| Recorde asiático      | Liu Xiang     | China          | 12s 88 | Lausana  | 11 de julho de 2006   |

Os seguintes recordes foram estabelecidos durante esta competição:
| Data        | Evento | Atleta     | Nacionalidade | Tempo  | Notas                 |
| ----------- | ------ | ---------- | ------------- | ------ | --------------------- |
| 24 de abril | Final  | Xie Wenjun | China         | 13s 21 | Recorde do campeonato |

## Medalhistas
| Ouro             | Prata                 | Bronze             |
| Xie Wenjun (CHN) | Yaqoub Al-Youha (KUW) | Chen Kuei-ru (TPE) |

## Cronograma
Todos os horários são locais (UTC+3)
| Data        | Hora  | Evento  |
| ----------- | ----- | ------- |
| 23 de abril | 08:50 | Bateria |
| 24 de abril | 17:15 | Final   |

## Resultados

### Bateria
Qualificação: 2 atletas de cada bateria  (Q) mais os  3 melhores qualificados (q). 
Vento:
Bateria 1: +2.1 m/s, Bateria 2: +1.0 m/s, Bateria 3: +1.6 m/s 
| Posição | Bateria | Atleta                    | Nacionalidade  | Tempo | Notas                |
| ------- | ------- | ------------------------- | -------------- | ----- | -------------------- |
| 1       | 3       | Xie Wenjun                | China          | 13.47 | Q                    |
| 2       | 1       | Yaqoub Al-Youha           | Kuwait         | 13.49 | Q                    |
| 3       | 3       | Chen Kuei-ru              | Taipé Chinesa  | 13.61 | Q,                   |
| 4       | 1       | Taio Kanai                | Japão          | 13.67 | Q                    |
| 5       | 1       | Zeng Jianhang             | China          | 13.69 | q                    |
| 5       | 2       | Shunya Takayama           | Japão          | 13.69 | Q                    |
| 7       | 1       | Yang Wei-ting             | Taipé Chinesa  | 13.75 |                      |
| 8       | 2       | Mui Ching Yeung           | Hong Kong      | 13.88 | Q                    |
| 8       | 2       | David Yefremov            | Cazaquistão    | 13.88 | Q,                   |
| 10      | 2       | Ahmed Al-Muwallad         | Arábia Saudita | 13.88 |                      |
| 11      | 1       | Clinton Kingsley Bautista | Filipinas      | 14.06 |                      |
| 12      | 1       | Vyacheslav Zems           | Cazaquistão    | 14.07 |                      |
| 13      | 2       | Ang Chen Xiang            | Singapura      | 14.25 | Recorde da temporada |
| 14      | 3       | Anousone Xaysa            | Laos           | 14.45 | Recorde da temporada |
| 15      | 3       | Awyong Liang Qi           | Singapura      | 14.51 |                      |
| 16      | 3       | Chan Chung Wang           | Hong Kong      | 14.52 |                      |
| 17      | 2       | Owaab Barrow              | Catar          | 14.67 | Recorde da temporada |
| 17      | 3       | Mohammad Al-Enezi         | Kuwait         | 14.67 | Recorde da temporada |
| 18      | 1       | Saleh Kadhim Naser        | Iraque         | DNS   |                      |
| 18      | 2       | Mohammed Sad Al-Khafaji   | Iraque         | DNS   |                      |

### Final
Vento: +1.7 m/s
| Posição           | Raia | Atleta          | Nacionalidade | Tempo | Notas                |
| ----------------- | ---- | --------------- | ------------- | ----- | -------------------- |
| Medalha de ouro   | 7    | Xie Wenjun      | China         | 13.21 | ,                    |
| Medalha de prata  | 6    | Yaqoub Al-Youha | Kuwait        | 13.35 | Recorde nacional     |
| Medalha de bronze | 5    | Chen Kuei-ru    | Taipé Chinesa | 13.39 | Recorde nacional     |
| 4                 | 4    | Shunya Takayama | Japão         | 13.59 |                      |
| 5                 | 9    | Taio Kanai      | Japão         | 13.64 |                      |
| 6                 | 3    | David Yefremov  | Cazaquistão   | 13.83 | Recorde pessoal      |
| 7                 | 2    | Zeng Jianhang   | China         | 13.85 | Recorde da temporada |
| 8                 | 8    | Mui Ching Yeung | Hong Kong     | 13.96 |                      |

Legenda
| Recorde mundial       | Recorde mundial (World record)               |                       | Recorde africano                      | Recorde africano (African) |                                           | Q | Classificado por posição (Qualified) |
| Recorde do campeonato | Recorde do campeonato (Championship record)  | Recorde da América    | Recorde da América (Americas)         | q                          | Classificado por melhor tempo (Qualified) |   |                                      |
| Melhor marca do ano   | Melhor marca do ano (World leading)          | Recorde asiático      | Recorde asiático (Asian)              | DNS                        | Não largou (Did not start)                |   |                                      |
| Recorde nacional      | Recorde nacional (National record)           | Recorde europeu       | Recorde europeu (European)            | DNF                        | Não terminou (Did not finish)             |   |                                      |
| Recorde pessoal       | Recorde pessoal do atleta (Personal best)    | Recorde da Oceania    | Recorde da Oceania (Oceania)          | DSQ / DQ                   | Desclassificado (Disqualified)            |   |                                      |
| Recorde da temporada  | Recorde da temporada do atleta (Season best) | Recorde sul-americano | Recorde sul-americano (South America) | NM                         | Sem marca (No mark)                       |   |                                      |